# Pferdebahn Prag–Lana
Die Pferdebahn Prag – Lana war nach der Bahnstrecke Saint-Étienne–Andrézieux und der Pferdeeisenbahn Budweis–Linz–Gmunden die dritte öffentliche Pferdeeisenbahnstrecke auf dem europäischen Festland. Sie wurde 1830 in Betrieb genommen und ab 1855 schrittweise durch den Dampfeisenbahnbetrieb der Buschtěhrader Eisenbahn (BEB) ersetzt. 1869 rollte die letzte Pferdebahn.

## Geschichte

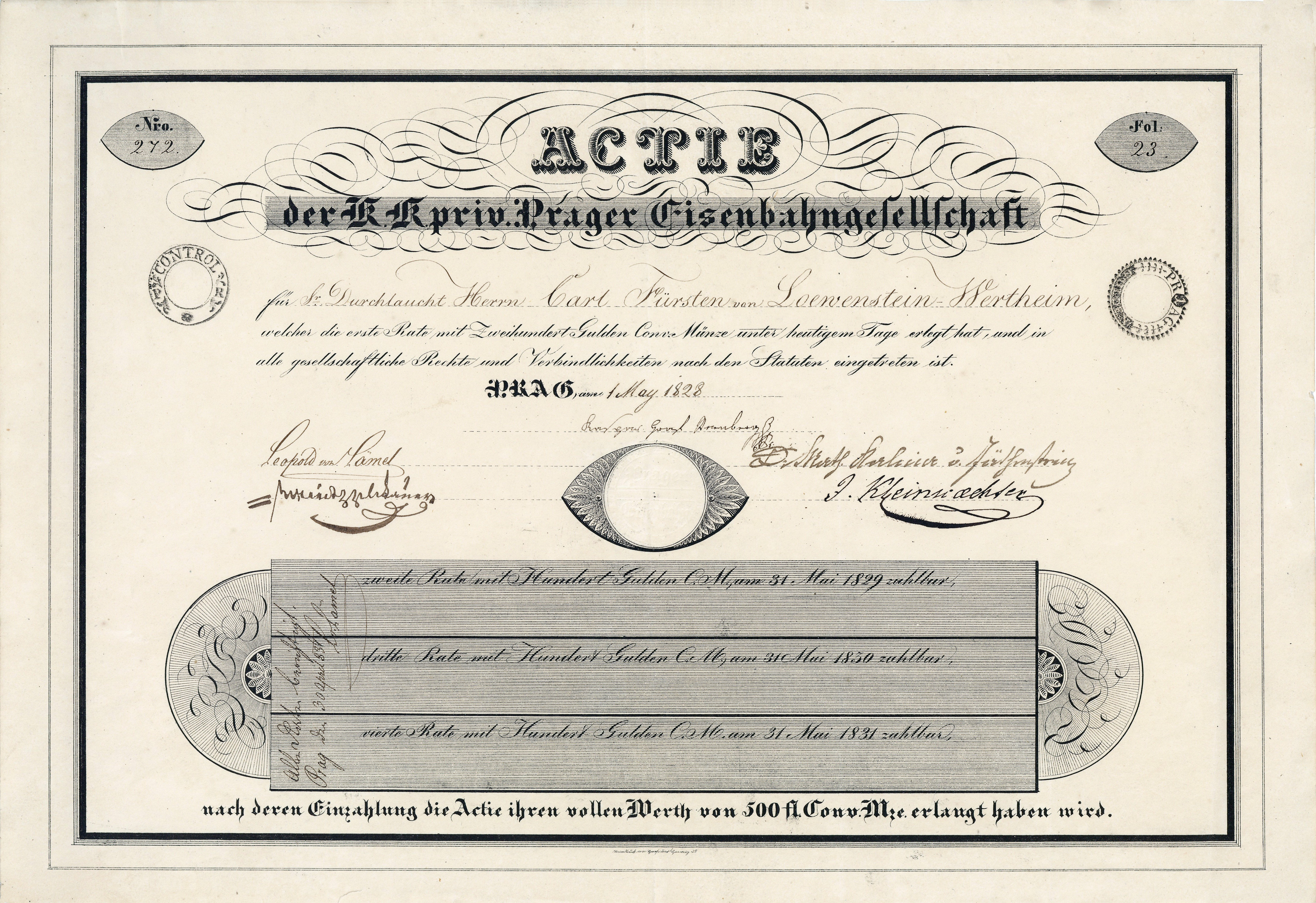
Gründeraktie der Prager Eisenbahngesellschaft über 500 Gulden, ausgestellt am 1. Mai 1828 in Prag auf den Fürsten Carl von Loewenstein-Wertheim, im Original unterschrieben u. a. von dem jüdischen Bankier Leopold von Lämel, Großfinanzier des österreichischen Staates. Als technischer Berater dieser Prag-Pilsener-Eisenbahn fungierte der Pionier des Eisenbahnbaus Franz Josef von Gerstner.

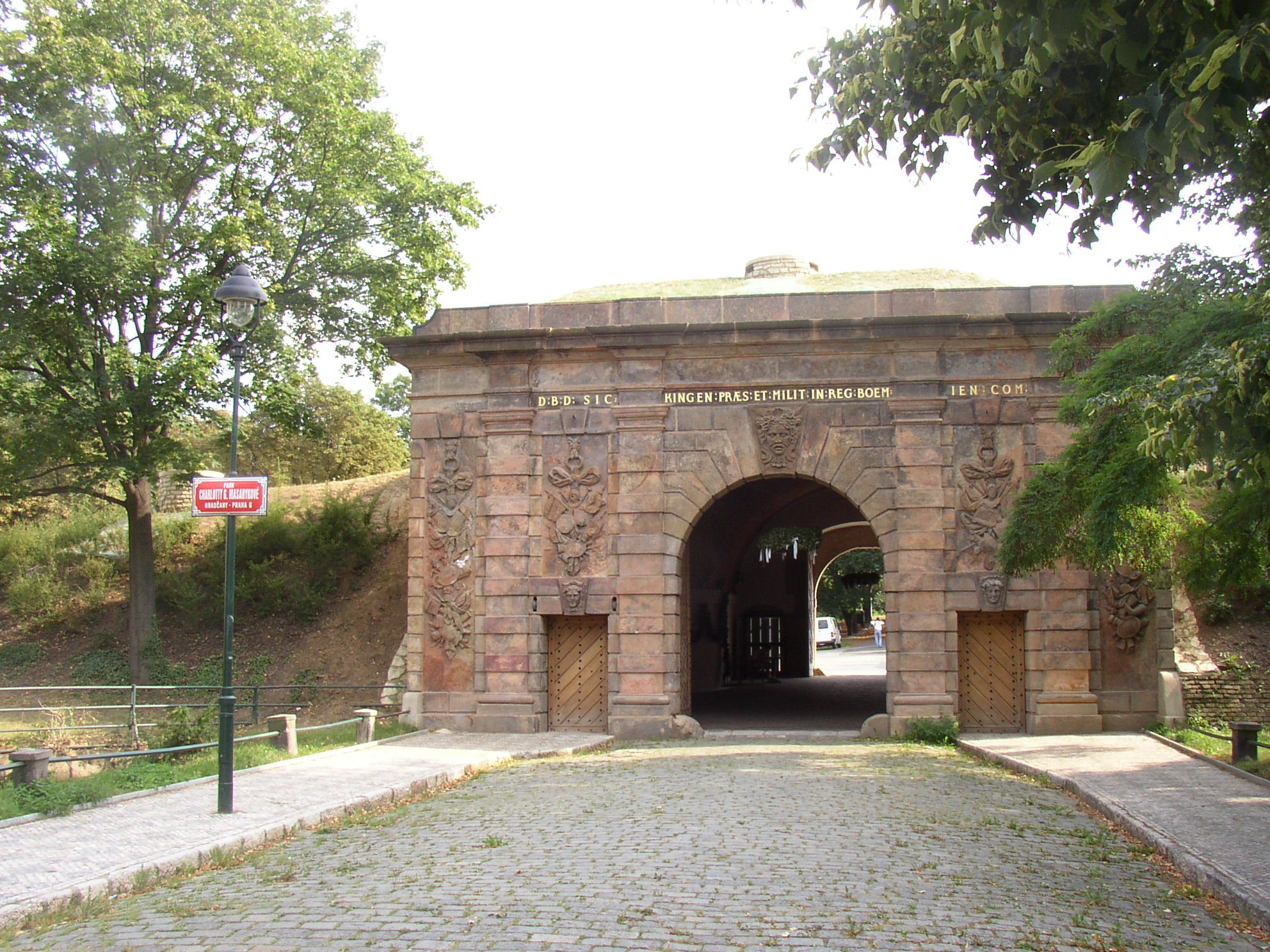
Prag: Außenseite der Písecká Brána (Piseker Tor) nördlich des Hradschin

1825 wurde in Prag ein Aktien-Verein für den Betrieb einer Pferdebahn zwischen Prag und Pilsen gegründet. Vorrangiger Zweck dieser Bahn sollte der Transport von Holz aus dem Kladnoer und Lanaer Wald nach Prag und als Grubenholz zu den Kohlenbergwerken bei Kladno und Buschtiehrad sein.
Daneben konnte auch der Sandstein von Doksy auf diesem Wege nach Prag transportiert werden.
Am 30. Juli 1827 erteilte Kaiser Franz I. dem Verein das Privileg zum Betrieb.

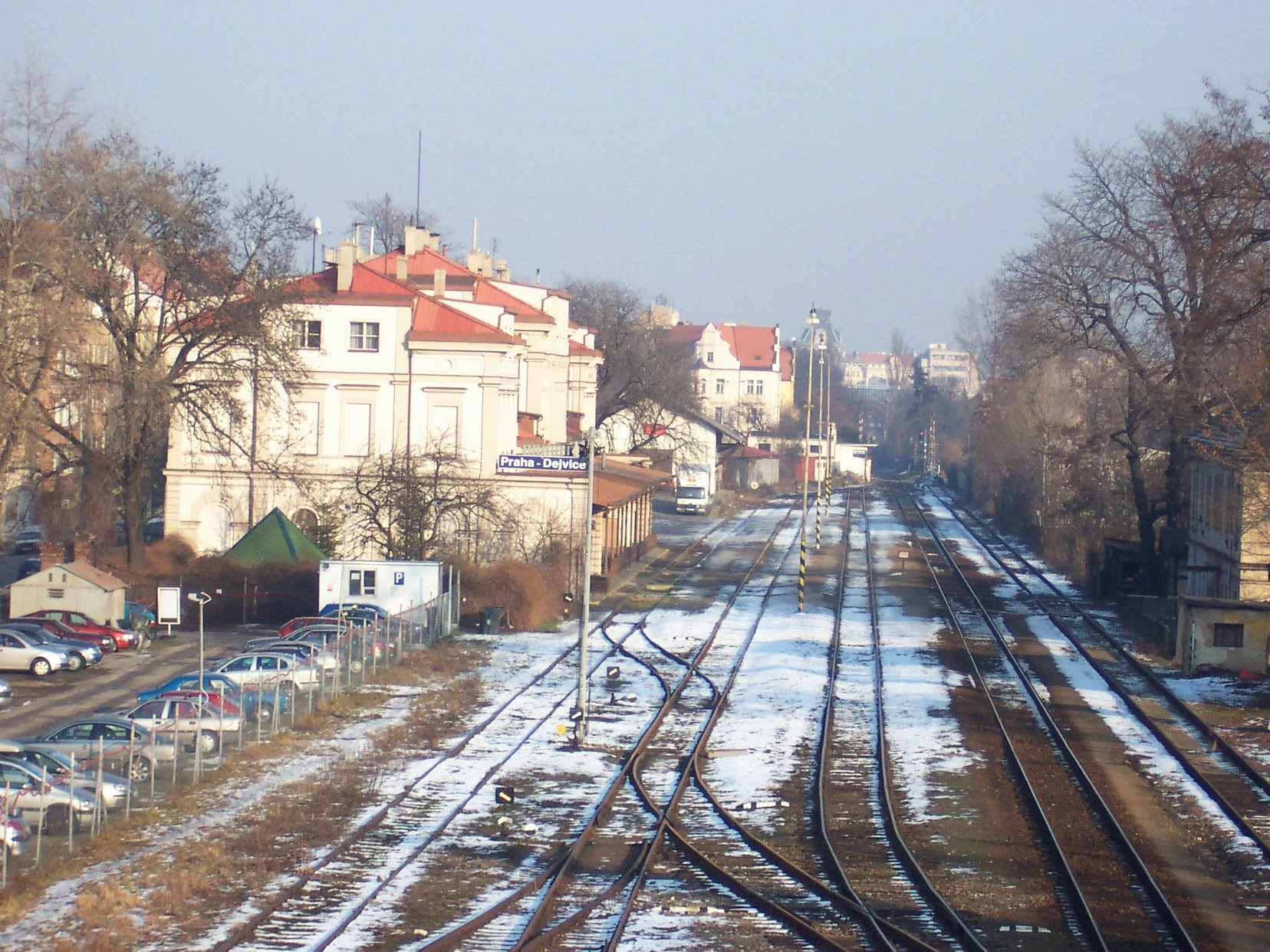
Bahnhof Praha-Dejvice (2005)

Die Strecke wurde in einer Spurweite von 1120 mm (3′ 6′′ 6′′′ also 3 österr. Fuß 6 Zoll 6 Linie) angelegt. Der erste, 25 km lange Abschnitt verband den Bahnhof in Prag vor dem Piseker bzw. Brusker Tor (Písecká/Bruská brána) – heute Bahnhof Praha-Dejvice – 50° 5′ 49,3″ N, 14° 23′ 58,5″ O mit dem vorläufigen Zielbahnhof südlich von Kladno und Maßhaupt (Kročehlavy, heute ein Stadtteil von Kladno). Dieser Bahnhof 50° 7′ 41,1″ N, 14° 6′ 49,2″ O, später auf Deutsch „Weiche“, auf Tschechisch gleichbedeutend Vejhybka oder Výhybka genannt, ist heute der (Haupt-)Bahnhof von Kladno. Der Betrieb der Strecke wurde im März 1830 aufgenommen. 1831 wurde durch den Ausbau der Straße von Prag nach Chodkov die Anbindung des Bahnhofs von dem Piseker Tor mit der Kleinseite und der Karlsbrücke verbessert.
1832 ging der Betreiberverein in Konkurs. Eigentum und Privileg wurden im selben Jahr von Karl Egon II. zu Fürstenberg übernommen, dem Inhaber des Lanaer Waldes und größten Gläubiger der Bahngesellschaft. 1834 musste der öffentliche Verkehr aus Unwirtschaftlichkeit eingestellt werden, und die Strecke verfiel schnell.
1836 mietete der Holzhändler Schimann die Strecke, von der wegen Verziehungen der Spurweite nur noch 12 km betriebsbereit waren. Als Gegenleistung für die erforderlichen Reparaturen und die wirtschaftlich gebotene Verlängerung sicherte der Fürst dem Holzhändler ein Transportvolumen von jährlich 16.000 bis 20.000 Klaftern Holz über 20 Jahre zu. Schimann führte Reparaturen durch, nach denen die Strecke bis 1863 für den Transport von Holz und Kohle benutzt wurde.
Als einen der Projektanten gewann Kaspar Maria von Sternberg den französischen Ingenieur Joachim Barrande, der die vorliegende Pläne untersuchte und überarbeitete. Dabei sollte die Bahn über Lana (tschech. Lány) und den Pürglitzer Wald künftig auch Sternbergs Steinkohlenbergwerke bei Radnitz mit Pilsen und Prag verbinden. Auch über die Möglichkeit einer Weiterführung nach Budweis zum Anschluss an die dortige Pferdeeisenbahn nach Linz wurde nachgedacht.

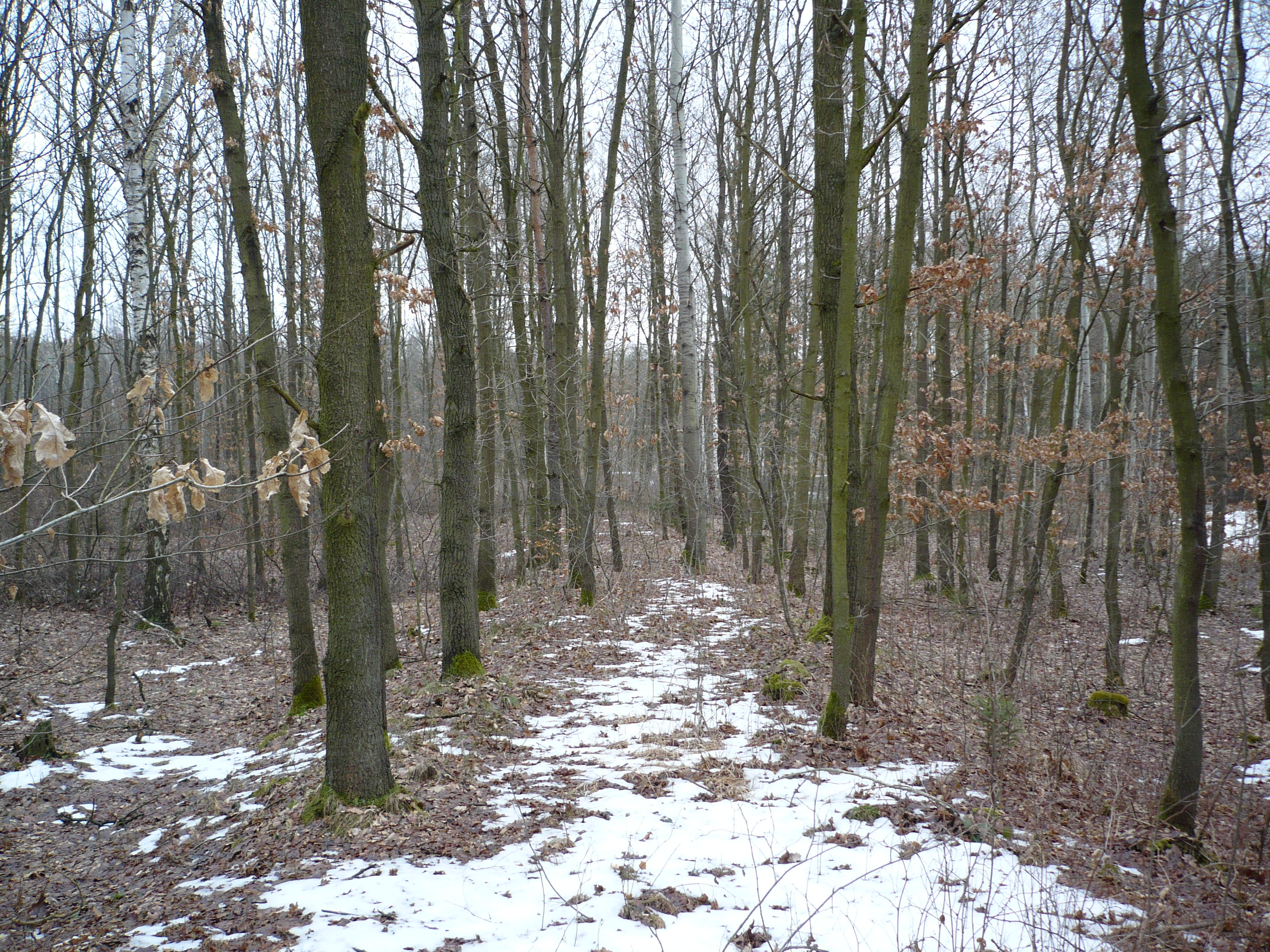
Bahndamm östlich des Bahnhofs Kamenné Žehrovice

Nach Fertigstellung des zweiten Abschnittes nahm die über Katschitz (Kačice) und Rinholetz (Rynholec), beide im Okres Rakovník, bis zum Lanaer Hirschgarten verlängerte und reparierte Bahn am 14. September 1837 den Betrieb wieder auf. Das ursprüngliche Projekt einer Weiterführung nach Pilsen wurde jedoch fallengelassen.
1839 entband Kaiser Ferdinand I. die Bahn von der vorher eingegangenen Verpflichtung, die Strecke bis Pilsen zu verlängern.
1846 erhielt der Fürst von Fürstenberg das Privileg, eine Stichbahn zu den Kohlegruben von Buštěhrad zu bauen und in Prag eine Verlängerung zum Staatsbahnhof. Wegen der Revolution von 1848 wurde das Projekt bis auf die Verbindung von Kladno-Weiche nach Kladno-Stadt aufgeschoben.

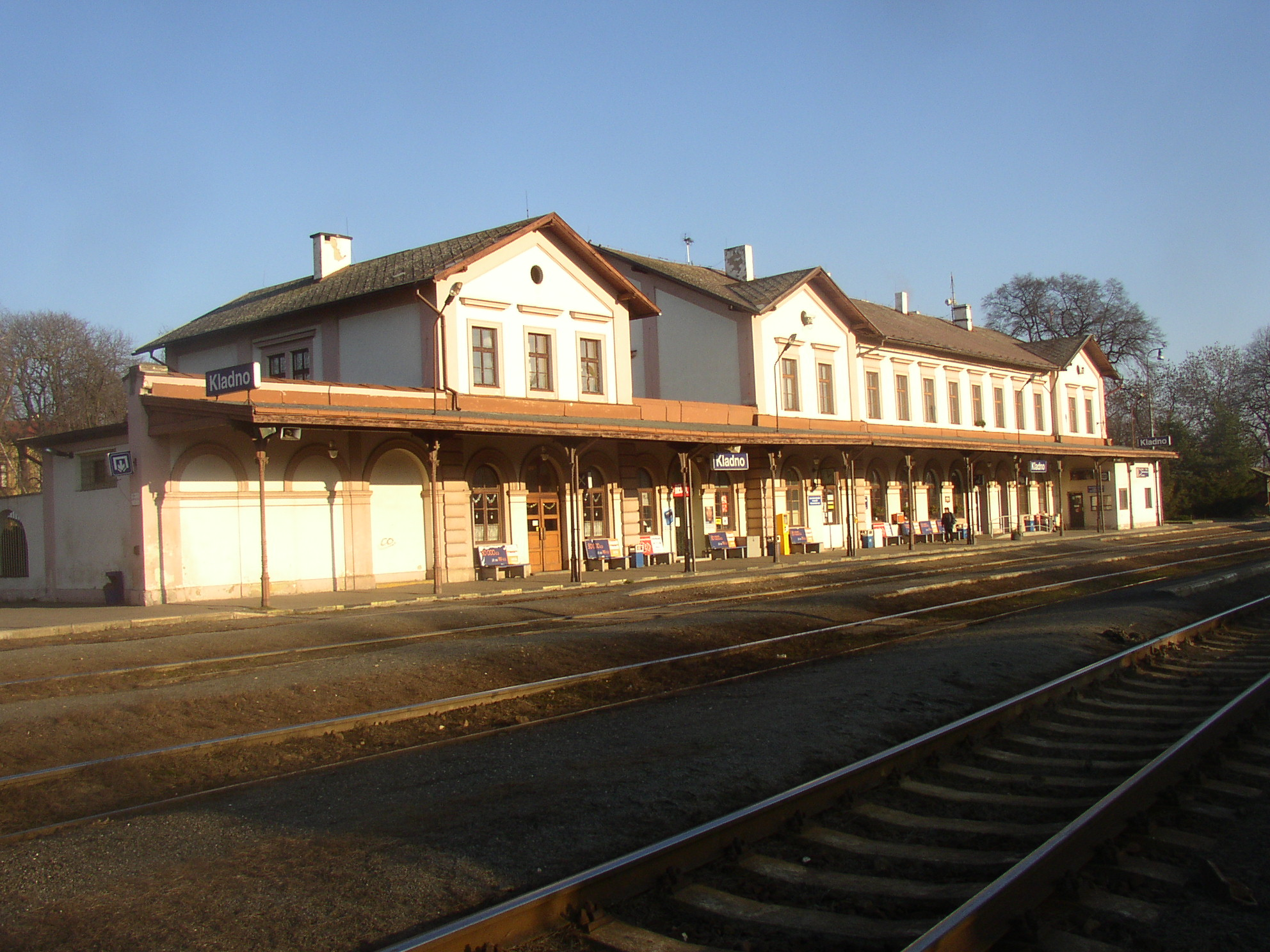
Bahnhof Kladno (-Výhybka) (2006)

Die Eigentümer der Kohlengruben um Kladno bevorzugten eine Bahnstrecke von Kladno nach Kralupy, weiter moldauabwärts gelegen als Prag. Am 20. November 1855 schließlich gewann die 1852 gegründete Buschtěhrader Eisenbahngesellschaft (BEB) die Konzession, großenteils in der Hand der Kohlengrubenbesitzer. Fürstenberg musste zustimmen, dass zunächst eine Dampfeisenbahn von Kladno nach Kralupy gebaut wurde, die am 5. November 1855 in Betrieb ging. In den Dampfbetrieb einbezogen war auch die bisherige Stichbahn zwischen Kladno und Vejhybka (Kladno-Výhybka).
Im Jahr 1863 erhielt die BEB auch die Konzession zum Umbau der alten Pferdebahn zwischen Prag und Vejhybka auf Dampfbetrieb und Normalspur, 1867 die entsprechende Konzession auch für den Streckenabschnitt Vejhybka–Lány. Bei der Umrüstung wurde der Streckenverlauf teilweise geändert.
Von den nicht in den Dampfbetrieb übernommenen Abschnitten der Pferdebahn sind noch heute Brücken und Dämme erhalten.

## Zeitvergleich
Ein Vierteljahr nach der Eröffnung der Strecke Prag–Vejhybka begann am 28. Juni 1830 ebenfalls mit Pferdekraft der Zugbetrieb zwischen Givors nach Rive-de-Giers auf dem ersten Teilstück der Bahnstrecke Saint-Étienne–Lyon. Das war die zweite Bahnstrecke in Frankreich. Auf der wurden allerdings, nach Versuchsfahrten seit 1829, seit 1831 im Güterzugdienst auch Lokomotiven eingesetzt.
Zum Zeitpunkt der zweiten Eröffnung der mittelböhmischen Pferdebahn war das belgische Mechelen schon ein Bahnknotenpunkt dampfbetriebener Strecken nach Brüssel, Antwerpen und Dendermonde, zwei Wochen später bis Gent verlängert (Vgl. Geschichte der SNCB). Seit April 1837 war auch das erste Teilstück der Leipzig-Dresdner Eisenbahn in Betrieb.